# .br
.br és el domini de primer nivell territorial (ccTLD) del Brasil. Va ser administrat pel Comité Gestor d'Internet del Brasil (Comitê Gestor da Internet no Brasil) des de 1989 i a partir de 2005 és administrat pel Centre d'Informació i Coordinació del Punt br (Núcleo de Informação e Coordenação do Ponto br).
El domini .br admet registres de 2 a 26 caràcters de longitud i permet l'ús dels següents caràcters en portuguès: à, á, â, ã, é, ê, í, ó, ô, õ, ú, ü, ç.
Tots els dominis s'entren directament al segon nivell amb una llista de subdominis de segon nivell especificats en funció de la categoria, tot i que una gran part dels registres s'entren directament a .com.br independentment de la seva funció. Només les universitats, fins a l'any 2000, van poder registrar-se al primer nivell, però aquests dominis van desaparèixer amb la creació de la categoria edu.br.
Existeixen 96 DPNs sota el domini .br:
| DPN          | Finalitat                                             | Categoria           |
| ------------ | ----------------------------------------------------- | ------------------- |
| app.br       | Aplicacions                                           | Genèric             |
| com.br       | Activitats comercials                                 | Genèric             |
| net.br       | Activitats comercials                                 | Genèric             |
| dev.br       | Plataformes de desenvolupament                        | Genèric             |
| emp.br       | Pimes                                                 | Genèric             |
| eco.br       | Activitats eco-ambientals                             | Genèric             |
| log.br       | Transport i logística                                 | Genèric             |
| seg.br       | Seguretat                                             | Genèric             |
| tec.br       | Tecnologia                                            | Genèric             |
| org.br       | Activitats d'associacions de caràcter privat          | Genèric             |
| edu.br       | Entitats educatives de grau superior                  | Universitats        |
| g12.br       | Entitats educatives de primer o segon grau            | Persones jurídiques |
| agr.br       | Empreses agrícoles                                    | Persones jurídiques |
| am.br        | Empreses de ràdiodifusió                              | Persones jurídiques |
| fm.br        | Empreses de ràdiodifusió                              | Persones jurídiques |
| art.br       | Art i folklore                                        | Persones jurídiques |
| b.br         | Bancs                                                 | Persones jurídiques |
| coop.br      | Cooperatives                                          | Persones jurídiques |
| bib.br       | Bibliotecaris i biblioteconomistes                    | Persones jurídiques |
| coz.br       | Bibliotecaris i biblioteconomistes                    | Persones jurídiques |
| des.br       | Disseny i dibuix                                      | Persones jurídiques |
| det.br       | Investigadors privats                                 | Persones jurídiques |
| enf.br       | Professionals d'infermeria                            | Persones jurídiques |
| geo.br       | Geòlegs                                               | Persones jurídiques |
| rep.br       | Representants comercials                              | Persones jurídiques |
| cri.br       | Registre de la Propietat Immobiliària                 | Persones jurídiques |
| def.br       | Advocats d'ofici                                      | Persones jurídiques |
| esp.br       | Esport                                                | Persones jurídiques |
| far.br       | Farmàcies                                             | Persones jurídiques |
| gov.br       | Entitats del govern federal del Brasil                | Persones jurídiques |
| imb.br       | Immobiliàries                                         | Persones jurídiques |
| ind.br       | Indústries                                            | Persones jurídiques |
| inf.br       | Mitjans informatius                                   | Persones jurídiques |
| jus.br       | Entitats del Poder Judicial                           | Persones jurídiques |
| leg.br       | Entitats del Poder Legislatiu                         | Persones jurídiques |
| mp.br        | Entitats de la Fiscalia                               | Persones jurídiques |
| mil.br       | Forces Armades del Brasil                             | Persones jurídiques |
| org.br       | Organitzacions no governamentals sense ànims de lucre | Persones jurídiques |
| psi.br       | Proveïdors de serveis d'internet                      | Persones jurídiques |
| radio.br     | Entitats de radiodifusió digital                      | Persones jurídiques |
| rec.br       | Activitats de lleure i entreteniment                  | Persones jurídiques |
| srv.br       | Prestació de serveis                                  | Persones jurídiques |
| tmp.br       | Esdeveniments temporals (fires, exposicions...)       | Persones jurídiques |
| tur.br       | Activitats turístiques                                | Persones jurídiques |
| tv.br        | Empreses de difusió d'imatge i so                     | Persones jurídiques |
| etc.br       | Activitats no enquadrades en la resta de categories   | Persones jurídiques |
| adm.br       | Administradors i gestories                            | Professionals       |
| adv.br       | Advocats                                              | Professionals       |
| arq.br       | Arquitectes                                           | Professionals       |
| ato.br       | Arts escèniques                                       | Professionals       |
| bio.br       | Biòlegs                                               | Professionals       |
| bmd.br       | Biomedicina                                           | Professionals       |
| cim.br       | Corredors (finances)                                  | Professionals       |
| cng.br       | Escenògrafs                                           | Professionals       |
| cnt.br       | Comptables                                            | Professionals       |
| ecn.br       | Economistes                                           | Professionals       |
| eng.br       | Enginyers                                             | Professionals       |
| eti.br       | Especialistes en TIC                                  | Professionals       |
| fnd.br       | Logopedes                                             | Professionals       |
| fot.br       | Fotògrafs                                             | Professionals       |
| fst.br       | Fisioterapeutes                                       | Professionals       |
| ggf.br       | Geògrafs                                              | Professionals       |
| jor.br       | Periodistes                                           | Professionals       |
| lel.br       | Subhastadors                                          | Professionals       |
| mat.br       | Matemàtics i estadístics                              | Professionals       |
| med.br       | Metges                                                | Professionals       |
| mus.br       | Músics                                                | Professionals       |
| not.br       | Notaris                                               | Professionals       |
| ntr.br       | Nutricionistes                                        | Professionals       |
| odo.br       | Dentistes                                             | Professionals       |
| ppg.br       | Publicistes                                           | Professionals       |
| pro.br       | Professors                                            | Professionals       |
| psc.br       | Psicòlegs                                             | Professionals       |
| qsl.br       | Radioaficionats                                       | Professionals       |
| slg.br       | Sociòlegs                                             | Professionals       |
| taxi.br      | Taxistes                                              | Professionals       |
| teo.br       | Teòlegs                                               | Professionals       |
| trd.br       | Traductors                                            | Professionals       |
| vet.br       | Veterinaris                                           | Professionals       |
| zlg.br       | Zoòlegs                                               | Professionals       |
| blog.br      | Weblogs                                               | Particulars         |
| flog.br      | Fotologs                                              | Particulars         |
| vlog.br      | Videoblogs                                            | Particulars         |
| nom.br       | Persones Físiques                                     | Particulars         |
| can.br       | Candidatures electorals                               | Particulars         |
| wiki.br      | Pàgines wiki                                          | Particulars         |
| abc.br       | ABC Paulista                                          | Ciutats             |
| aju.br       | Aracaju                                               | Ciutats             |
| belem.br     | Belém                                                 | Ciutats             |
| bsb.br       | Brasília                                              | Ciutats             |
| cuiaba.br    | Cuiabá                                                | Ciutats             |
| floripa.br   | Florianópolis                                         | Ciutats             |
| fortal.br    | Fortaleza                                             | Ciutats             |
| goiania.br   | Goiânia                                               | Ciutats             |
| gru.br       | Guarulhos                                             | Ciutats             |
| jampa.br     | João Pessoa                                           | Ciutats             |
| londrina.br  | Londrina                                              | Ciutats             |
| macapa.br    | Macapá                                                | Ciutats             |
| maceio.br    | Maceió                                                | Ciutats             |
| natal.br     | Natal                                                 | Ciutats             |
| niteroi.br   | Niterói                                               | Ciutats             |
| osasco.br    | Osasco                                                | Ciutats             |
| palmas.br    | Palmas                                                | Ciutats             |
| poa.br       | Porto Alegre                                          | Ciutats             |
| recife.br    | Recife                                                | Ciutats             |
| rio.br       | Rio de Janeiro                                        | Ciutats             |
| riobranco.br | Rio Branco                                            | Ciutats             |
| salvador.br  | Salvador                                              | Ciutats             |
| sjc.br       | São José dos Campos                                   | Ciutats             |
| udi.br       | Uberlândia                                            | Ciutats             |
| vix.br       | Vitória                                               | Ciutats             |
| aparecida.br | Aparecida                                             | Ciutats             |
| pvh.br       | Porto Velho                                           | Ciutats             |